# پاول یورینا
پاول یورینا (انگلیسی: Pavle Jurina; ۲ ژانویهٔ ۱۹۵۴ – ۲ دسامبر ۲۰۱۱) بازیکن هندبال اهل یوگسلاوی بود.